# Sonata per pianoforte n. 3 (Chopin)
La Sonata per pianoforte n. 3 in si minore, Op. 58 è l'ultima delle sonate di Fryderyk Chopin ed è stata scritta a Nohant nel 1844. Meno tragica e più eroica della precedente (in un certo qual modo più tradizionale), è brano di difficile esecuzione. 

## Storia
Di questo lavoro si sa con certezza la data di composizione; Chopin lo scrisse in tre mesi, iniziandolo, una volta rientrato nella residenza di Nohant, ai primi di settembre del 1844, come egli scrisse alla sorella Ludwika e al cognato: "da quando siete partiti non ho scritto che questa Sonata". Ludwika era rientrata in Polonia all'inizio di settembre e Chopin già a dicembre aveva offerto la sua composizione agli editori che la pubblicarono l'anno seguente.
La Sonata fu dedicata alla contessa di Perthuis, allieva di Chopin e moglie dell'aiutante di campo di Luigi Filippo che ospitò il musicista nel 1834 a Saint-Cloud. Anche se non mancarono le critiche, il brano ebbe un notevole riscontro positivo all'epoca; gli insegnanti di pianoforte del Conservatorio di Parigi indicarono il primo movimento della Sonata come pezzo obbligatorio per gli esami del 1848. A oggi la critica è unanime nel riconoscere la Sonata op. 58 come una delle opere di più alto livello del musicista polacco. Hedley ha affermato che "i suoi quattro movimenti contengono alcune delle più belle musiche mai scritte per il pianoforte".

## Struttura e analisi
1. Allegro maestoso

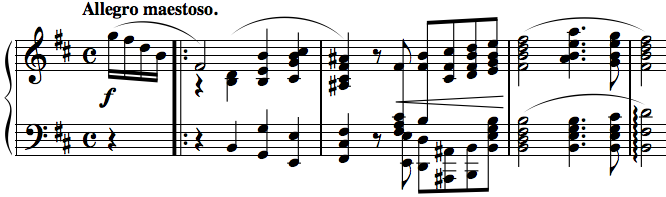
Battute iniziali della Sonata n. 3

2. Scherzo: molto vivace (Mi bemolle maggiore)
3. Largo (Si maggiore)
4. Finale - Presto non tanto - Agitato

Scritta in un momento ben diverso rispetto a quello che aveva visto la nascita della Sonata op. 35, questa nuova composizione è frutto della maturità del musicista che è riuscito a scriverla in un breve lasso di tempo grazie a un momento di tranquillità, anche se stanco per la visita della sorella prediletta, ma al tempo stesso felice per averla rivista.
Come già nella precedente op. 35 anche in questa composizione Chopin rompe gli schemi della forma classica della sonata, seppure in maniera minore. In lui, sulla geometria della costruzione ed elaborazione dei temi, prevale sempre l'esposizione e trasformazione del loro aspetto più intimo ed emotivo. L'"unità" della Sonata. al di là di ciò che era ritenuto l'ideale a cui adeguarsi, sta in Chopin in quell'espressione artistica che è presente nelle sue composizioni più brevi così come in quelle di più ampio respiro. La Sonata op. 58 non ha più il tono drammatico della precedente, ma è molto più lirica, anche se piena di foga e di eroismo, in particolare nel Finale e nel primo movimento caratterizzato già dall'incipit da nobiltà e fierezza.
Primo movimento. Allegro maestoso. Il brano inizia in modo perentorio con un gruppo di semicrome in arpeggio discendente; quindi quattro battute, ripetute poi tre volte con alcune varianti, ne caratterizzano subito, con un forte, l'aspetto dinamico e risoluto. Dopo una successione di accordi e movimentati arpeggi viene introdotta una melodia intensamente lirica, tipicamente chopiniana, dalle caratteristiche di un notturno. Nella ripresa manca la riproposta del primo tema, accennato solo a tratti, mentre tutta l'attenzione è puntata sull'aspetto romantico e cantabile del tema principale che porta il brano a concludersi con un momento di alta poesia.
Secondo movimento. Scherzo: Molto vivace (Mi bemolle maggiore). Chopin era stato fatto oggetto di critiche poiché nelle sue sonate al primo tempo faceva seguire uno Scherzo e non un movimento lento che egli pone invece nella fase successiva della composizione. L'equilibrio riposto dalla sonata classica nell'alternarsi di tempi veloci e lenti non aveva molto significato per il musicista, più interessato ai contrasti espressivi ed emozionali dei suoi brani.
Lo Scherzo, in tonalità maggiore, con il suo Molto vivace è un breve brano, piacevole, di grande velocità su cui si sono cimentati parecchi pianisti in vena di virtuosismo. Nella parte centrale il Trio, in netto contrasto con l'inizio, presenta un momento più elegiaco e raccolto, dall'andamento più calmo. La ripresa da capo della vivacità iniziale distoglie ben presto dall'atmosfera meditativa.
Terzo movimento. Il Largo inizia nella tonalità di Si maggiore, tonica di Mi bemolle maggiore, con un fortissimo e in modo solenne con una serie di accordi; il brano è in forma ternaria e introduce la prima parte con una lenta melodia dai timbri estremamente raffinati, è cantabile e intensa, molto simile a un Notturno. La sezione centrale interrompe lo scorrere melodioso e diventa più contemplativa, come un'ampia e ammirevole meditazione, per tornare poi al dolce lirismo della prima parte.
Quarto movimento. Il Finale contrasta profondamente con il tempo precedente, è un brano dinamico, d'impeto, che sembra voler smentire l'immagine di un musicista malato e senza energie. Strutturalmente ha l'aspetto di un Rondò, ma in realtà è più simile a una Ballata. Il tema proposto è scorrevolissimo ed elettrizzante e con il suo Agitato coinvolge emotivamente ad alti livelli; esposto tre volte, di volta in volta il tema è modificato con sfumature man mano più accentuate, sia nell'aspetto dinamico sia nella scrittura e nell'espressione.
Molti hanno voluto vedere nel Finale, così passionale, delle motivazioni politiche, come un inno alla speranza di una Polonia finalmente libera a cui si ispirerebbero anche le incisive battute iniziali della Sonata.

## Discografia
La sonata fu incisa quasi sempre assieme alla seconda e vanta un considerevole numero di versioni, come quelle di Maurizio Pollini, Maria João Pires, Martha Argerich (Deutsche Grammophon), o di Vladimir Ashkenazy (Decca).